# 十文字学園女子大学短期大学部
十文字学園女子大学短期大学部（じゅうもんじがくえんじょしだいがくたんきだいがくぶ、英語: Jumonji Junior College）は、埼玉県新座市菅沢2-1-28に本部を置いていた日本の私立大学である。1966年に設置され、2018年に廃止された。大学の略称は十短。

## 概観

### 大学全体
十文字学園女子大学短期大学部は、学校法人十文字学園により1966年、十文字学園女子短期大学として設置された。かつては4学科を擁し、1学年定員が630人の時期もあり組織は大学に勝る規模を誇っていたが、順次十文字学園女子大学の学部に吸収され、現在1学科3コースと規模縮小している。2015年に学生の募集を停止した。

### 教育および研究
十文字学園女子大学短期大学部には表現文化学科が設置されている。「日本文学」・「国語学」・「日本芸能」などを中心に学ぶ「日本語・日本文学コース」、芸術、メディア、文学、創作、サブカルチャーなどを学ぶ「文化デザインコース」、英語を学ぶ「英語コミュニケーションコース」がある。それぞれのコースの諸科目を組み合わせて学生自らの興味や目標に合ったカリキュラムを作成できるというメリットがある。

### 学風および特色
十文字学園女子大学短期大学部は当初、独自の短大として大学に先駆けて設置されているが、大学の設置により併設型となっているものの現存する学科は短大にしかないものとなっている。

## 沿革
- 1923年 十文字こと、戸野みちゑらにより文華高等女学校が開校。
- 1966年 十文字学園女子短期大学（じゅうもんじがくえんじょしたんきだいがく）として開学。家政学科と幼児教育学科を置く。武田一郎が初代の学長に就任。
- 1973年 学科の増設を行なう。
  - 文学科
    - 国語国文専攻
    - 英語英文専攻

  - 初等教育学科
- 1974年 坂元彦太郎が2代目学長に就任。家政学科を専攻分離する。
  - 家政学専攻
  - 食物栄養専攻
- 1976年 専攻科を設置。
- 1989年 教養学科を新設
- 1991年 鈴木一雄が第3代目学長に就任。
- 1992年 家政学科を生活科学科に、家政学専攻を生活科学専攻とそれぞれ改称。
- 2002年 十文字学園女子大学短期大学部と改称。
- 2003年 鶴木眞が第4代目学長に就任。
- 2012年 文学科募集停止、表現文学科設置。
- 2015年 募集停止。
- 2018年 廃止認可。

## 基礎データ

### 所在地
- 本部キャンパス（埼玉県新座市菅沢2-1-28）

### 最寄り駅
- 新座駅

## 教育および研究

### 組織

#### 学科
- 表現文学科

##### 過去にあった学科
- 生活科学科
  - 生活科学専攻：募集は1999年度まで
  - 食物栄養専攻：募集は2001年度まで
- 幼児教育学科：募集は2001年度まで
- 初等教育学科：募集は1988年度まで
- 教養学科：募集は1995年度まで
- 文学科
  - 国語国文専攻：募集は2012年度まで
  - 英語英文専攻：募集は2012年度まで

#### 専攻科
かつて以下の専攻課程が設けられていた。初等教育専攻以外は全て大学評価・学位授与機構に認定されていた。
- 国文専攻
- 英文専攻
- 生活学専攻
- 食物栄養専攻
- 初等教育専攻
- 幼児教育専攻

#### 別科
- なし

##### 取得資格について
資格
- 司書教諭・司書資格が文学科両専攻にて取得可能。
- 栄養士資格が、過去にあった生活科学科食物栄養専攻にて設置されていた。
- 保育士資格が、過去にあった幼児教育学科にて設置されていた。

教職課程
- 中学校教諭二種免許状
  - 国語：文学科国語国文専攻
  - 英語：文学英語英文専攻
  - 家庭：過去にあった生活科学科生活科学専攻にて設置されていた。
- 幼稚園教諭二種免許状が、過去にあった幼児教育学科・初等教育学科にて設置されていた
- 小学校教諭二級免許状が、過去にあった初等教育学科にて設置されていた。

## 学生生活

### 部活動・クラブ活動・サークル活動
十文字学園女子大学短期大学部のクラブ活動は、四大生と合同でクラブ活動を行なっているのが特徴である。バレーボール・陸上競技・バスケットボール・ゴルフ・サッカー・空手道・ダンス・バドミントン・テニスなどのスポーツ系、写真・書道・文芸・演劇・美術・華道・茶道などの文化系クラブが盛んである。

### 学園祭
十文字学園女子大学短期大学部の学園祭は「桐華祭」と呼ばれ毎年、概ね10月に行なわれる。

## 大学関係者と組織

### 大学関係者一覧
- 岩田あゆみ（元リポーター）
- 小野真弓（女優）
- 坂井真紀（女優）

#### 大学関係者
- 武田一郎：初代学長
- 坂元彦太郎：第2代目学長
- 鈴木一雄：第3代目学長。1996年度より大学と兼任。
- 鶴木眞：第4代目学長。
- 横須賀薫：第6代目学長

## 施設

### キャンパス
- 野外教育施設
- 1号棟
- 2号棟
- 3号棟
- 4号棟
- 5号棟
- 6号棟
- 7号館
- 8号館
- 体育館
- けやき館
- 秋桜館
- 図書館
- 管理棟ほか

## 対外関係

### 他大学との協定

#### アメリカ
- トリニティ・ワシントン大学
- ユタバレイ州立大学

#### カナダ
- ノーザンライツカレッジ
- クイーンズ大学

#### イギリス
- デ・モントフォート大学
- レイチェスター大学

### 系列校
- 十文字学園女子大学

## 卒業後の進路について

### 就職について
- 文学科
  - 国語国文専攻：一般企業への就職者が多い傾向にある。実績として、日本銀行・ホクレン農業協同組合連合会・三菱東京UFJ銀行・りそなグループ・武蔵野銀行・野村證券・日立製作所・石川島播磨重工業・大日本印刷・西武鉄道・積水ハウス・富士通・プリンスホテル・ジェイティービー・オンワード樫山・伊勢丹などがあげられる。
  - 英語英文専攻：一般企業への就職者が多いものとなっている。実績として、ダイアモンドリース・日興信用金庫・新光証券・大丸・日本電波工業・三井住友銀行・日商岩井ガスほか新座市教育委員会をはじめ教育職員に就いている人もいる。
- 生活科学科
  - 生活科学専攻：一般企業への就職者が多いものとなっていた。
  - 食物栄養専攻：栄養士として勤務する人が割合として多いものとなっていた。実績として学校給食のほか、埼玉医科大学附属病院などの医療機関、日本油脂・明治乳業・雪印乳業・キユーピー・日清製粉・オリエンタル酵母・理研香料・三協食品工業・ケンコーマヨネーズなどの各研究所があげられる。
- 幼児教育学科：幼稚園や保育所など児童に携わる専門職に就く人が大半となっていた。
- 教養学科：一般企業への就職者が多いものとなっていた。
- 初等教育学科：幼稚園や小学校への就職者がいたものとみられる。

### 編入学・進学実績
系列の十文字学園女子大学以外の大学編入学実績として以下のものがある。
- 文学科
  - 国語国文専攻：跡見学園女子大学・共立女子大学・駒澤大学・淑徳大学・駿河台大学・大正大学・大東文化大学・立正大学・立命館大学ほか
  - 英語英文専攻：神奈川大学・京都外国語大学・杏林大学・恵泉女学園大学・玉川大学・明海大学・目白大学・和洋女子大学ほか
- 生活科学科
  - 生活科学専攻：東京家政大学ほか
  - 食物栄養専攻：
- 幼児教育学科：
- 教養学科：
- 初等教育学科：

## 附属学校
- 十文字学園女子大学附属幼稚園：元々は短大附属となっていた。